# Varios autores
La expresión «varios autores» se utiliza para acreditar publicaciones de todo tipo (científicas, en revistas, libros, etc.) que son el resultado de una colaboración. Según la Real Academia de la Lengua, se puede abreviar en mayúscula (VV. AA.) o minúscula (vv. aa.). También se reconoce aa. vv. o AA. VV. como resultado de abreviar el equivalente en latín, Auctores Varii, «autores varios».

## Citación de varios autores
El orden de firma normalmente refleja la aportación de cada autor, y por lo tanto debe respetarse cuando se cita el trabajo. Una neutralidad se establece cuando se ordenan los apellidos alfabéticamente, aunque esto es poco común. 
- En la norma APA,[3]
  - Citación en el texto: si son dos autores, siempre se citan ambos. A partir de tres, se usa el primer apellido seguido de et al. Por ejemplo: (García et al. 2022). Y si son dos que se apellidan igual: (García, A. y García, B., 2022).
  - Citación en la sección final de referencias: se recomienda el uso de vv. aa. solo si son más de veinte autores. El apellido en primer lugar, las iniciales del nombre después, y todos entre comas: García, A., Herrero, B., & Sáez, C. (2022)
- En la norma ISO 690,[4]
  - Citación en el texto: similar al anterior: (García, Herrero y Sáez 2009). Solo que la coma no se usa entre autores y año, sino entre año y página: (García y Herrero 2012, p. 10)
  - Citación en la sección final de referencias: Los apellidos en mayúscula, seguidos del nombre de pila completo, con punto y coma entre autor y autor: GARCÍA, Alex; HERRERO, Berto; SÁEZ, Carlos (2022)
- En la norma MLA,[5]
  - Citación en el texto: si son dos autores, siempre se citan ambos. A partir de tres, se usa el primer apellido seguido de et al. Por ejemplo: (García et al. 2022).
  - Citación en la sección final de referencias: Los apellidos en minúscula, seguidos del nombre de pila completo, entre comas: García, Alex, Herrero, Berto; Sáez, Carlos (2022).